# Milla Jovovich
Milla Jovovich, pseudonimo di Milica Bogdanovna Jóvović (in serbo-croato Милица Богдановна Јововић?; in russo Ми́лица Богда́новна Йо́вович?, Mílica Bogdánovna Jóvovič; in ucraino Милиця Богданівна Йовович?, Mylycja Bohdanivna Jovovyč; Kiev, 17 dicembre 1975), è una supermodella e attrice sovietica naturalizzata statunitense.

## Biografia
Jovovich nasce a Kiev, nell'allora Ucraina sovietica, nel 1975, figlia dell'attrice russa Galina Loginova e del suo consorte Bogdan Jovović, un pediatra serbo. Cresce tra Dnipropetrovs'k (oggi Dnipro, in Ucraina) e Mosca fino ai cinque anni, nel 1980, quando espatria assieme alla famiglia dall'Unione Sovietica, stabilendosi dapprima nel Regno Unito, a Londra, ed infine negli Stati Uniti, in California; una volta in America, i suoi genitori divorziarono.
Il 2 ottobre del 1992 sposò l’attore statunitense Shawn Andrews, conosciuto sul set del film La vita è un sogno; lui aveva 21 anni e lei 16, ma il matrimonio venne annullato dalla madre di lei dopo due mesi. Dal 1994 al 1995 ebbe una relazione con il bassista dei Jamiroquai, Stuart Zender. A dicembre 1997 sposò il regista francese Luc Besson, da cui divorziò due anni più tardi. Nel 2000 frequentò il chitarrista dei Red Hot Chili Peppers, John Frusciante. Nel 2001 frequentò il poeta britannico Anno Birkin fino alla morte di lui. Impegnata sentimentalmente dal 2003 con il regista britannico Paul W. S. Anderson, suo marito dal 2009, la coppia ha tre figlie: Ever, nata nel 2007, Dashiel Edan, nata nel 2015 e Osian Lark Elliot, nata nel 2020.

## Carriera

### Modella
All'età di 11 anni, esordisce come modella posando sulle copertine di alcune riviste, fotografata da Richard Avedon. Nel corso degli anni 90 sfila per marchi di alta moda come Blumarine, Missoni, Jean-Paul Gaultier, Gianfranco Ferré, Gianni Versace, Marc Jacobs, Anna Molinari, Fendi, Jil Sander, Salvatore Ferragamo, Alessandro Dell'Acqua, Sonia Rykiel, Trussardi, Anna Sui e appare su riviste come Seventeen, Mademoiselle, Vogue, Elle, Dazed e nelle campagne pubblicitarie di Revlon, Anna Molinari, Giorgio Armani, Calvin Klein e Balmain.

### Attrice
A 13 anni ha la sua prima esperienza nel cinema: compare infatti nel film Congiunzione di due lune di Zalman King, nei titoli di coda viene semplicemente citata come Milla, così come nel suo secondo film L'ultimo treno per Kathmandu. Successivamente recita in Ritorno alla laguna blu, Poliziotto in blue jeans e Charlot. Nel 1994 Milla decide di cimentarsi anche nella musica, incidendo l'album The Divine Comedy, che riscuote un discreto successo. Nello stesso anno ottiene la cittadinanza statunitense.

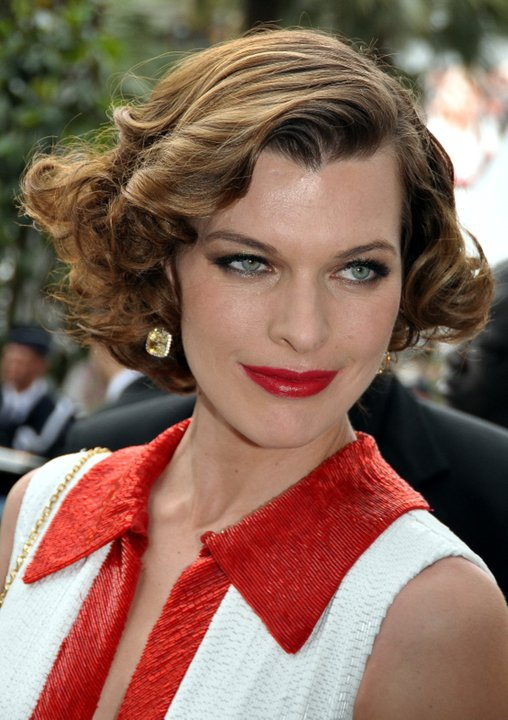
Milla Jovovich al Festival di Cannes 2011

Il 1996 è l'anno della svolta per quanto riguarda la sua carriera cinematografica. La Jovovich viene infatti scelta dal regista francese Luc Besson per il ruolo di Leeloo nel film Il quinto elemento, il suo primo successo di una certa rilevanza sul grande schermo. Tra il regista e l'attrice nasce una relazione che sfocerà nel matrimonio tra i due, celebrato nel 1997 e durato poco meno di due anni. Nel 1998 compare nel video della canzone If You Can't Say No di Lenny Kravitz. Dopo l'apparizione di Milla nel film di Spike Lee He Got Game (1998), l'ultimo lavoro della coppia Jovovich-Besson sarà, nel 1999, Giovanna d'Arco, lungometraggio dedicato alla famosa eroina francese accolto con pareri contrastanti dalla critica.
Negli anni successivi alterna la passerella al set. Con Mel Gibson recita in The Million Dollar Hotel di Wim Wenders, nel 2000, l'anno successivo è nel cast della commedia di Ben Stiller Zoolander. Dal 2002 veste, per la prima volta, i panni dell'affascinante eroina Alice, protagonista della saga cinematografica, ispirata al famoso videogame horror Resident Evil. Milla Jovovich, dopo il primo film del 2002, riprende il ruolo di Alice nei sequel Resident Evil: Apocalypse del 2004 e Resident Evil: Extinction del 2007. Nel 2006 è presente in un altro film di fantascienza, Ultraviolet. Nel 2009 è stata testimonial della casa di moda Mariella Burani.
Nel 2010 ha recitato nel film Stone e nel quarto capitolo della saga di Resident Evil, Resident Evil: Afterlife. Nel 2011 ha interpretato Milady De Winter nella trasposizione cinematografica de I tre moschettieri. Nel 2012 partecipa al Calendario Campari ed è impegnata con le riprese di Resident Evil: Retribution. Il film è poi uscito a ottobre 2012. Nel 2013 compare come protagonista nel videoclip I Wanna Be a Warhol, primo singolo ufficiale tratto dall'album My Shame Is True della band punk rock statunitense Alkaline Trio. Torna nel 2017, nuovamente nelle vesti dell'eroina Alice, con Resident Evil: The Final Chapter, ultimo capitolo della saga cinematografica iniziata nel 2002.
Nel 2018 ottiene il ruolo della malvagia Regina di Sangue Vivienne Nimue, nel film Hellboy, diretto da Neil Marshall, uscito nelle sale nel 2019. Nel 2020 recita la parte di Natalie Artemis nel film Monster Hunter, basato all'omonima serie di videogiochi giapponesi, diretto da suo marito Paul W. S. Anderson.

## Filmografia

### Cinema

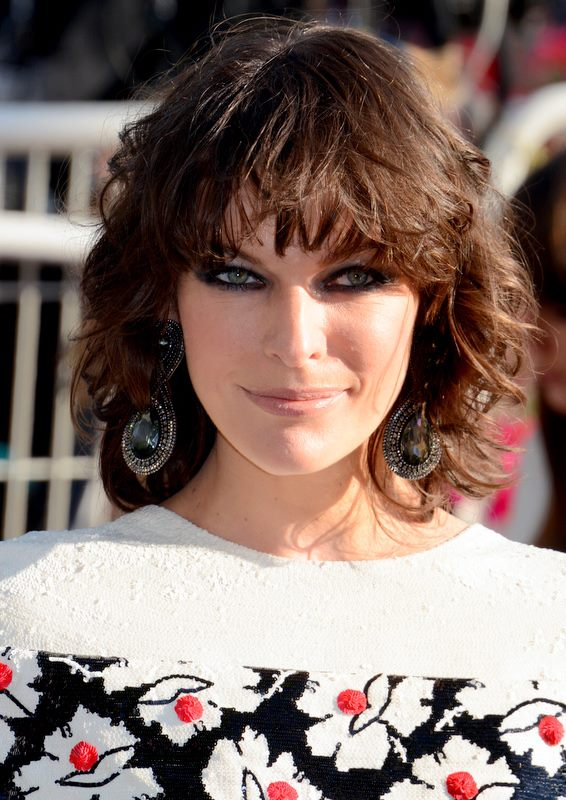
Milla Jovovich al Festival di Cannes 2013

- Congiunzione di due lune (Two Moon Junction), regia di Zalman King (1988)
- Ritorno alla laguna blu (Return to the Blue Lagoon), regia di William A. Graham (1991)
- Poliziotto in blue jeans (Kuffs), regia di Bruce Evans (1992)
- Charlot (Chaplin), regia di Richard Attenborough (1992)
- La vita è un sogno (Dazed and Confused), regia di Richard Linklater (1993)
- Il quinto elemento (Le cinquième élément), regia di Luc Besson (1997)
- He Got Game, regia di Spike Lee (1998)
- Giovanna d'Arco (The Messenger: The Story of Joan of Arc), regia di Luc Besson (1999)
- The Million Dollar Hotel, regia di Wim Wenders (2000)
- Le bianche tracce della vita (The Claim), regia di Michael Winterbottom (2000)
- Zoolander, regia di Ben Stiller (2001)
- Dummy, regia di Greg Pritikin (2002)
- Resident Evil, regia di Paul W. S. Anderson (2002)
- No Good Deed - Inganni svelati (The House on Turk Street), regia di Bob Rafelson (2002)
- You Stupid Man, regia di Brian Burns (2002)
- Resident Evil: Apocalypse, regia di Alexander Witt (2004)
- Trailer for a Remake of Gore Vidal's Caligula, regia di Francesco Vezzoli – cortometraggio (2005)
- Ultraviolet, regia di Kurt Wimmer (2006)
- .45, regia di Gary Lennon (2006)
- Resident Evil: Extinction, regia di Russell Mulcahy (2007)
- Palermo Shooting, regia di Wim Wenders (2008) – cameo non accreditato
- A Perfect Getaway - Una perfetta via di fuga (A Perfect Getaway), regia di David Twohy (2009)
- Il quarto tipo (The Fourth Kind), regia di Olatunde Osunsanmi (2009)
- Stone, regia di John Curran (2010)
- Resident Evil: Afterlife, regia di Paul W. S. Anderson (2010)
- Dirty Girl, regia di Abe Sylvia (2010)
- I tre moschettieri (The Three Musketeers), regia di Paul W. S. Anderson (2011)
- Faces in the Crowd - Frammenti di un omicidio (Faces In The Crowd), regia di Julien Magnat (2011)
- Bringing Up Bobby, regia di Famke Janssen (2011)
- Resident Evil: Retribution, regia di Paul W. S. Anderson (2012)
- Cymbeline, regia di Michael Almereyda (2014)
- Survivor, regia di James McTeigue (2015)
- Zoolander 2, regia di Ben Stiller (2016)
- Resident Evil: The Final Chapter, regia di Paul W. S. Anderson (2016)
- Attacco alla verità - Shock and Awe (Shock and Awe), regia di Rob Reiner (2017)
- Future World, regia di James Franco e Bruce Thierry Cheung (2018)
- Paradise Hills, regia di Alice Waddington (2019)
- Hellboy, regia di Neil Marshall (2019)
- The Rookies, regia di Alan Yuen (2019)
- Monster Hunter, regia di Paul W. S. Anderson (2020)
- Breathe - Fino all'ultimo respiro (Breathe), regia di Stefon Bristol (2024)
- In the Lost Lands, regia di Paul W. S. Anderson (2025)

### Televisione
- L'ultimo treno per Kathmandu (The Night Train to Kathmandu), regia di Robert Wiemer – film TV (1988)
- Paradise – serie TV, episodio 1x08 (1988)
- Sposati... con figli, (Married with Children) – serie TV, episodio 4x06 (1989)
- Parker Lewis – serie TV, episodio 1x01 (1990)
- King of the Hill – serie animata, episodio 7x01 – voce (2002)

## Doppiatrici italiane
Nelle versioni in italiano dei suoi film, Milla Jovovich è stata doppiata da:
- Francesca Fiorentini in Giovanna d'Arco, The Million Dollar Hotel, Dummy, Resident Evil, Resident Evil: Apocalypse, Ultraviolet, Resident Evil: Extinction, Palermo Shooting, Il quarto tipo, Stone, Resident Evil: Afterlife, Faces in The Crowd - Frammenti di un omicidio, Resident Evil: Retribution, Survivor, Resident Evil: The Final Chapter, Hellboy, Monster Hunter, Breathe
- Eleonora De Angelis in Ritorno alla laguna blu, No Good Deed, A Perfect Getaway - Una perfetta via di fuga
- Alessandra Cassioli in Zoolander, Zoolander 2
- Claudia Catani ne I tre moschettieri, Paradise Hills
- Micaela Esdra in Poliziotto in blue jeans
- Ilaria Stagni in Charlot
- Laura Lenghi ne Il quinto elemento
- Chiara Colizzi in He Got Game
- Perla Liberatori in .45
- Stefanella Marrama in Attacco alla verità - Shock and Awe